# Глаукофитови водорасли
Глаукофитови водорасли (Glaucophyta), известни също като Glaucocystophytes или Glaucophytes, са малка група от сладководни микроскопични водорасли. Заедно с червените водорасли (Rhodophyta) и зелените водорасли, плюс сухоземни растения (Viridiplantae или Chloroplastida), те формират Archaeplastida. Въпреки това, отношенията между червени водорасли, зелени водорасли и Glaucophyta са неясни, в голяма степен, поради ограниченото проучване на Glaucophyta.
Glaucophyta са интересни за биолозите, изучаващи развитието на хлоропластите, тъй като някои проучвания показват, че вероятно са подобни на първоначалния вид водорасло, което води до зелени растения и червени водорасли.
Хлоропластите на Glaucophyta са известни като цианели. За разлика от пластидите в другите организми, те имат пептидогликанов слой, който се смята за рудиментарен признак от ендосимбионтния произход на пластидите от цианобактерии. Glaucophyta съдържа фотосинтезния пигмент хлорофил а. Заедно с червени водорасли и цианобактерии, събира светлина чрез фикобилизоми, структури, състоящи се предимно от фикобилипротеини. Зелените водорасли и сухоземните растения са загубили този пигмент.
Glaucophyta имат митохондрии с гладки кристи и извършват отворена митоза без центриоли. Подвижните форми имат две неравни камшичета, които могат да имат „косъмчета“ и са закотвени от многопластова система на микротубули, характеристики присъщи за някои зелени водорасли.

## Класификация
Известни са само 13 вида Glaucophyta, никой от които не е особено често срещан в природата. Трите включени родове са:
- Glaucocystis – неподвижни, въпреки че запазват много късо рудиментарно камшиче и имат целулозна стена.
- Cyanophora – подвижни и нямат клетъчна стена.
- Gloeochaete – имат подвижни и неподвижни етапи и имат клетъчна стена, която изглежда не е изградена от целулоза.